# Quercus castanea
Quercus castanea és una espècie de roure que pertany a la família de les fagàcies i està dins de la secció Lobatae, dins del gènere Quercus.

## Descripció
És un petit arbre perennifoli que creix entre els 5 als 20 m d'alçada. El tronc fa entre 30-60 cm de diàmetre. L'escorça té un color cafè fosc. Les branques fan entre 1 a 2 mm, de color cafè, tomentoses, glabrescents. Posseeixen nombroses lenticel·les. Els brots són ovoides, de color cafè pàl·lid, punxegudes, entre 2 a 4 mm de llarg. Les estípules ben aviat caducifolis. Les fulles fan 2,5 a 15 cm de llarg per 1,3 a 5 cm d'ample, coriàcies, rígides, el·líptiques, oblongues, lanceolades i obovades. L'àpex és obtús a la punta de les fulles, aristades, a la base subcordades. Els marges són plans o lleugerament revolutes, cartilaginoses, amb 5-9 parells de dents aristats, però de vegades tot o dentada només a prop de l'àpex. Les fulles són de color verd grisenc, una mica llustrós i rugós, per sobre, i són de color gris a groguenc amb un escàs toment per sota, entre 7-12 parells de venes laterals impressionats per sobre. El pecíol és de color groc marró 0,3-1 (-2) cm de llarg. Les flors surten entre juny i juliol. Les glans fan entre 18 a 25 mm de llarg per 12 mm de diàmetre, són ovoides i en grups de 2 o 3, en un gruix tija de 4-7 mm de llarg. La gla està tancada per una tassa d'entre 1/3 a 1/2. La tassa de la gla té unes escates fines pubescents. La maduració s'esdevé al cap d'1 any, entre novembre a febrer.

## Distribució
Creix en els vessants i canals, de boscos de pinedes i alzinedes i bosc mesòfil entre els 1400-2600 m i sobre sòls argilosos o sorrencs amb pedregars. Creix des de Mèxic, a l'Estat de Chiapas, Estat de Colima, Districte Federal, Estat de Durango, Estat de Guerrero,
Estat de Guanajuato, Estat d'Hidalgo, Estat de Jalisco, Estat de Mèxic, Estat de Morelos, Estat de Nayarit, Estat d'Oaxaca, Estat de Puebla, Estat de San Luis Potosí, Estat de Sinaloa, Estat de Sonora, Estat de Tlaxcala i Estat de Veracruz; fins a Centreamèrica (Guatemala, El Salvador); 800 - 2600 m (a 3500 m a Guatemala).